# Omar Jara
Omar Leonel Jara Aravena (1965) es un profesor y político chileno, militante del Partido Demócrata Cristiano (PDC). Durante el segundo gobierno de la presidenta Michelle Bachelet se desempeñó gobernador de la provincia de Valparaíso (2014-2016) y  subsecretario General de Gobierno (2016-2018).

## Carrera profesional
Estudió pedagogía en historia y geografía en la Universidad de Playa Ancha, destacando al ser el primer presidente de su Federación de Estudiantes, en 1984. Posteriormente realizó una maestría en Relaciones Internacionales en el Instituto Ortega y Gasset de la Universidad Complutense.
Trabajó en el Estado durante los gobiernos de la Concertación; fue parte del Programa de Mejoramiento de la Calidad de la Educación (MECE–Media) del Ministerio de Educación, y más tarde en el Ministerio de Relaciones Exteriores en el primer gobierno de Michelle Bachelet, primero como jefe de gabinete del ministro Mariano Fernández y luego como agregado en la Embajada de Chile en España.
También se ha desempeñado como administrador municipal de la Municipalidad de Valparaíso —durante la alcaldía de Aldo Cornejo—, en el Consorcio de Universidades Estatales y en la Universidad de Valparaíso.
En el segundo gobierno de Michelle Bachelet se desempeñó como gobernador de la Provincia de Valparaíso, asumiendo el 11 de marzo de 2014. Renunció al cargo a inicios de 2016 para disputar la primaria municipal de la Nueva Mayoría para la alcaldía de Valparaíso, en donde fue derrotado por Leopoldo Méndez. El 26 de octubre de 2016 fue designado subsecretario General de Gobierno por la presidenta Bachelet.